# Good Girls
Good Girls ist eine US-amerikanische Fernsehserie, die zwischen dem 26. Februar 2018 und 22. Juli 2021 von NBC ausgestrahlt wurde.
Zwischen dem 16. Februar und dem 3. Mai 2020 wurde die aufgrund der COVID-19-Pandemie verkürzte dritte Staffel ausgestrahlt. Eine vierte Staffel der Serie wurde am 15. Mai 2020 in Auftrag gegeben und wurde in den USA vom 7. März 2021 bis zum 22. Juli 2021 ausgestrahlt. Das Finale der vierten Staffel stellt gleichzeitig das Serienfinale dar, da NBC auf Bestellung einer fünften Season verzichtete.

## Inhalt
Die Serie folgt drei Müttern aus Detroit – den Schwestern Beth und Annie sowie der Kellnerin Ruby –, die finanziell kaum über die Runden kommen.
Ruby arbeitet in einem Diner, ihr Mann als Sicherheitskraft im Einkaufscenter. Ihre schwerkranke Tochter benötigt dringend Medikamente, die 10.000 Dollar im Monat kosten und von den Eltern aus eigener Tasche gezahlt werden müssten.
Beth, Mutter von vier Kindern, erfährt zufällig durch die Kreditkartenabbuchung eines Dessousgeschäfts von der Affäre ihres Mannes. Zudem stellt sich heraus, dass sein Autohaus kurz vor der Pleite steht und sie möglicherweise wegen Hypothekenschulden das Haus verlieren.
Annie, Beths jüngere Schwester, ist Supermarktkassiererin und lebt alleine mit ihrer Tochter, die in der Schule schikaniert wird. Der Vater beantragt zusammen mit seiner neuen Lebensgefährtin das Sorgerecht, da sie dem Mädchen ein finanziell gutes Leben bieten könnten.
Aufgrund der Geldsorgen, die jede der drei auf ihre Weise plagen, beschließen sie, den Supermarkt auszurauben, in dem Annie arbeitet. Danach entdecken sie, dass ihre Beute weit höher ausgefallen ist als die erwarteten 30.000 Dollar. Tatsächlich befand sich im Safe eine halbe Million Dollar.
Ihr erfolgreicher Raubüberfall zieht die Aufmerksamkeit des Geschäftsleiters auf sich, nachdem er Annie an ihrem Tattoo erkannt hat. Er versucht, Annie zu erpressen und sie zum Sex zu nötigen. Als sie sich in ihrer Wohnung gegen den Übergriff wehrt, kommt ihr ihre Schwester zu Hilfe und schlägt den Erpresser bewusstlos. Die Schwestern fesseln ihn und bringen ihn in das Baumhaus in Beths Garten, bis sie wissen, was sie mit ihm anstellen sollen.
Doch nicht nur der Geschäftsleiter wurde auf die drei aufmerksam. Auch der Geldwäscher Rio erscheint auf der Bildfläche und will sein Geld zurück. Das Problem ist nur, dass ein nicht unerheblicher Teil des Geldes bereits fehlt und die Frauen nicht wissen, wie sie den Rest beschaffen sollen. Schließlich entscheiden sie sich dafür, für den immer noch gefesselten Mann im Baumhaus Lösegeld von seiner Großmutter zu verlangen. Da sie diese aber telefonisch nicht erreichen können, fahren sie zu der Frau und geben sich als Haushaltshilfen aus, um sie auszurauben. Doch Beth bringt es nicht über das Herz, die alte Dame zu bestehlen. Lediglich Annie hat ein paar Porzellanfiguren mitgehen lassen, die sich als äußerst wertvoll entpuppen.
Als Rio erneut bei Beth auftaucht, wollen ihm die Frauen die Figuren als Geldersatz geben. Er rastet daraufhin aus und Beth wird mit einer Waffe bedroht. Schließlich verschwinden die Gangster ohne Beute. In der Zwischenzeit konnte der Filialleiter fliehen. Da er allerdings nach wie vor gefesselt ist, holen ihn die Frauen schnell ein. Annie öffnet ihm die Hose und macht ein Foto mit seinem Handy. Sie droht ihm und sagt, dass sie das Bild ihrer Tochter geschickt habe und dass sie, wenn er zur Polizei ginge, ebenfalls zur Polizei gehen würde.
Da die Schulden immer noch nicht bezahlt sind, taucht Rio erneut bei Beth auf und sagt ihr, die drei sollen am Freitag in Kanada ein Paket für ihn abholen. Damit wären alle Schulden beglichen. Als sie merken, dass sie Falschgeld aus Kanada geschmuggelt haben, bieten sie an, es selbst gegen echtes zu tauschen, indem sie in Kaufhäusern einkaufen und anschließend die Käufe retournieren. Die drei rutschen unweigerlich immer weiter in kriminelle Handlungen.

## Besetzung
Die deutschsprachige Synchronisation der Serie wurde von den SPEEECH Audiolingual Labs nach den Dialogbüchern und unter der Dialogregie von Hans Schneck erstellt.
| Rolle           | Darsteller          | Synchronsprecher |
| --------------- | ------------------- | ---------------- |
| Beth Boland     | Christina Hendricks | Debora Weigert   |
| Ruby Hill       | Retta               | Sandra Schwittau |
| Annie Marks     | Mae Whitman         | Maresa Sedlmeir  |
| Dean Boland     | Matthew Lillard     | Mike Carl        |
| Stan Hill       | Reno Wilson         | Marc Rosenberg   |
| Rio             | Manny Montana       | Johannes Wolko   |
| Sara Hill       | Lidya Jewett        | Johanna Blaich   |
| Sadie/Ben Marks | Isaiah Stannard     | Leon Endres      |

| Rolle                    | Darsteller      | Synchronsprecher |
| ------------------------ | --------------- | ---------------- |
| Gregg                    | Zach Gilford    | Benedikt Gutjan  |
| Nancy                    | Sally Pressman  | Ulrike Jenni     |
| Leslie Petersen / Boomer | David Hornsby   | Alexander Brem   |
| Marion Peterson          | June Squibb     | Eva-Maria Lahl   |
| Agent Jimmy Turner       | James Lesure    | Ole Pfennig      |
| Emma Boland              | Kaitlyn Oechsle |                  |
| Mary Pat                 | Allison Tolman  | Sonja Reichelt   |
| Gretchen                 | Lauren Stamile  |                  |
| Noah                     | Sam Huntington  | Martin Bonvicini |
| Amber                    | Sara Paxton     | Friederike Sipp  |

## Produktion
Die Pilotfolge der Serie wurde am 6. September 2017 durch NBC in Auftrag gegeben. Eine zweite Staffel der Serie wurde am 7. Mai 2018 bestellt. Am 12. April 2019 erfolgte die Verlängerung um eine dritte Staffel, bestehend aus 13 Episoden. Am 14. August 2019 wurde die Episodenanzahl auf 16 erhöht. Aufgrund der COVID-19-Pandemie wurden jedoch nur elf dieser Episoden produziert und ausgestrahlt. Am 15. Mai 2020 wurde eine vierte Staffel in Auftrag gegeben, welche in den USA ab dem 7. März 2021 ausgestrahlt wurde.